# کندایس گوچر
کندایس لی گوچر (به انگلیسی: Candice Lee Goucher) استاد تاریخ و مدیر مشترک عدالت اجتماعی و محیطی در دانشگاه ایالتی واشینگتن ایالات متحده است. او در تاریخ جهان، تاریخ آفریقا، تاریخ کارائیب و تاریخ غذا تخصص دارد. پست قبلی او به عنوان رئیس بخش مطالعات سیاه پوست در دانشگاه ایالتی پورتلند، اورگان بود.
او ویراستار جلد دوم تاریخ جهان کمبریج بوده است.

## منبع
- مشارکت‌کنندگان ویکی‌پدیا. «Candice Goucher». در دانشنامهٔ ویکی‌پدیای انگلیسی، بازبینی‌شده در ۲۰۲۴-۰۸-۱۱.